# Васильев, Николай Григорьевич (Герой Советского Союза)
Николай Григорьевич Васильев (27 июня 1908, Двинск — 25 марта 1943, Вышний Волочёк) — участник Великой Отечественной войны, командир 2-й Ленинградской партизанской бригады. Герой Советского Союза (1944).

## Биография
Николай Григорьевич Васильев родился в 1908 году в городе Двинске Витебской губернии (ныне Даугавпилс, Латвия) в семье служащего. Три класса школы закончил в городе Двинске, четвёртый и пятый — в деревне Фалево Валдайского уезда Петроградской губернии, куда переехала семья. С 1919 года жил в Валдае. В 1926 году работал ликвидатором неграмотности в деревне Ящерово. В феврале 1927 года назначен заведующим избой-читальней в село Ям-Зимогорье. В октябре — председатель бюро юных пионеров в райкоме РКСМ. Окончил полуторамесячные курсы Валдайского районного партийного актива и двухмесячные курсы политпросветработников в Ленинграде. Позднее назначен заведующим избой-читальней в деревне Русские Новики. Пережил два покушения. Сначала его пытались сжечь вместе с читальней. Кулаки, причастные к поджогу, были преданы революционному трибуналу. Затем в активиста стреляли. С сентября 1929 года работал инспектором политпросветительской работы в Валдайском РОНО.
В 1929 году призван на срочную службу в 46-й стрелковый полк 16-й стрелковой дивизии имени Киквидзе, которая располагалась в Новгороде. Окончил школу младших командиров и школу младшего комсостава, курсы при политуправлении Ленинградского военного округа. Заочно окончил институт культуры имени Н. К. Крупской. В 1930 году вступил в партию. Оставшись на сверхсрочную службу, был назначен секретарём бюро комсомола полка. В мае 1936 года назначен на должность политического руководителя школы младшего командного состава. В августе 1937 года — инструктор политотдела 16-й стрелковой дивизии. В октябре 1938 года назначен начальником гарнизонного клуба Ленинградского военного округа (ныне центр культуры и досуга «ДК им. Васильева»).
В июле 1941 года во время встречи оперативной группы по формированию партизанских отрядов, которой руководил полковой комиссар Алексей Никитич Асмолов, Васильеву предложили идти в партизаны. Тот не раздумывая согласился. В Старой Руссе из жителей новгородских и псковских земель началось формирование 2-й партизанской бригады. Командиром назначили Васильева, комиссаром — С. А. Орлова, первого секретаря Порховского райкома партии.
В конце июля отряды бригады перешли линию фронта и обосновались в Серболовских лесах, в верховьях реки Полисти. Под руководством Н. Г. Васильева партизанская бригада к концу 1941 года освободила от фашистских захватчиков обширную территорию в 10 000 квадратных километров между Старой Руссой, Холмом, Бежаницами и Дном. Здесь возник Партизанский край. В «лесной республике» были восстановлены сельсоветы, возрождены колхозы, начались занятия в школах, работали медицинские пункты, выходили газеты.
В январе 1942 года 2-я партизанская бригада совершила налёт на Холм. Было уничтожено около 500 фашистских солдат и офицеров, 70 машин, радиоузел. Хотя налёт и не завершился полной удачей, он являлся одной из самых серьёзных операций народной войны. В ночь на 18 февраля 1942 года партизаны атаковали эсэссовский гарнизон в Яссках. Ночной бой закончился полной победой. Противник потерял убитыми 20 офицеров и 151 солдата. Через несколько дней, в ночь на 22 февраля, бригада ворвалась в Дедовичи. В бою были уничтожены 650 немецких солдат и офицеров, большой склад с боеприпасами, мост через Шелонь, путевое хозяйство. Прервано движение по железной дороге. За умелое руководство Н. Г. Васильев был награждён орденом Ленина.
Весной 1942 года бригадой была проведена дерзкая операция. Через линию фронта был переправлен обоз с продовольствием в блокадный Ленинград. 5 марта из деревни Нивки Дедовичского района были отправлены 223 подводы, разделённые на семь групп, которые передвигались ночью по лесам и через болота. Фашисты бомбили населённые пункты, пытаясь обнаружить партизанский обоз. Но 4 апреля продовольствие прибыло в Ленинград.
18 июня 1942 года на территории «лесной республики» состоялась партийная конференция. На ней присутствовали 56 посланцев партийных организаций партизанских отрядов. С речью выступил и Н. Г. Васильев.
Командование 16-й армией отдало приказ в недельный срок уничтожить Партизанский край. Создав более чем пятикратное превосходство в технике и живой силе, утром 8 августа 1942 года началась атака на позиции 2-й бригады. После жестоких боёв был получен приказ о выходе из Партизанского края. В ночь на 8 сентября его покинули отряды 3-й, 4-й и главные силы 2-й бригад. Часть партизан вместе с Васильевым и Орловым прикрывала выход основных сил. Оставшиеся без поддержки и уставшие от бесконечных боёв они продолжали сопротивление. Появились больные, в том числе и комбриг. 18 сентября оборвалась связь с Ленинградским штабом партизанского движения. Было принято решение прорываться на Большую землю. В ночь на 28 сентября партизаны перешли линию фронта у деревни Княжий Клин.
Через два месяца отдыха и переформирования бригада вернулась на территорию Партизанского края. В ночь на 29 ноября 1942 года около 300 человек под руководством Н. Г. Васильева по льду перешли Редью и, миновав линию фронта, отправились на старые базы в Серболовские леса Белебёлковского района. Попытки гитлеровцев уничтожить отряд были пресечены. Уже через несколько дней были разгромлены гарнизоны в деревнях Починок и Ухошино.
Весной 1943 года болезнь Н. Г. Васильева начала прогрессировать, и его срочно вывезли за линию фронта. Скончался Николай Григорьевич Васильев 25 марта 1943 года в госпитале города Вышний Волочёк от открытой формы туберкулёза. Похоронен в Валдае.

## Награды
- 7 февраля 1942 — Орден Ленина
- 18 апреля 1943 — Орден Отечественной войны I степени (посмертно)
- 22 апреля 1943 — Медаль «Партизану Отечественной войны» I степени (посмертно)
- 2 апреля 1944 — Герой Советского Союза с вручением Ордена Ленина и медали «Золотая Звезда» (посмертно)

## Память
- 2-я Ленинградская партизанская бригада носила имя Н. Г. Васильева.
- Именем Н. Г. Васильева были названы улицы в Валдае и Пскове.
- В 2007 году в Валдае открыта памятная доска[3]
- Имя героя было присвоено Дому культуры имени Ленинского комсомола (Новгород)